# Dwayaangam heterospora
Dwayaangam heterospora är en svampart som beskrevs av G.L. Barron 1991. Dwayaangam heterospora ingår i släktet Dwayaangam och familjen vaxskålar.   Inga underarter finns listade i Catalogue of Life.